# 372
| [ Edytuj tabelę ] |                                          |
| Władca Guptów     | - 330 Samudragupta 375                   |
| Władca Korei      | - 371 Sosurim 384                        |
| Papież            | - 366 Damazy I 384                       |
| Król Persji       | - 309 Szapur II 379                      |
| Cesarz Rzymu      | - 364 Walentynian I 375 - 364 Walens 378 |
| Król Wandalów     | - 359 Godigisel 406                      |

Rok 372 / CCCLXXII
stulecia: III wiek ~
IV wiek ~
V wiek

lata: 362 «
367 «
368 «
369 «
370 «
371 «
372
» 373
» 374
» 375
» 376
» 377
» 382

## Wydarzenia
Azja
- Mnich Shundao z Qin wprowadził buddyzm do koreańskiego królestwa Goguryeo.

## Zmarli
- Maksymos z Efezu, grecki filozof.
- Saba Got, męczennik chrześcijański (ur. 334).